# Open Sud de France 2023
Open Sud de France 2023 byl tenisový turnaj hraný na mužském profesionálním okruhu ATP Tour v montpellierské aréně. Třicátý šestý ročník Open Sud de France probíhal mezi 6. lednem a 12. únorem 2023 v Montpellier na krytých dvorcích s tvrdým povrchem GreenSet.
Turnaj dotovaný 630 705 eury patřil do kategorie ATP Tour 250. Nejvýše nasazeným singlistou byl devátý hráč světa Holger Rune z Dánska, kterého v semifinále vyřadil poražený finalista Maxime Cressy. Posledním přímým účastníkem v hlavní soutěži se stal 52. hráč žebříčku Aslan Karacev. V důsledku invaze Ruska na Ukrajinu na konci února 2022 řídící organizace tenisu ATP, WTA a ITF s grandslamy rozhodly, že ruští a běloruští tenisté mohli dále na okruzích startovat, ale do odvolání nikoli pod vlajkami Ruska a Běloruska.
Sedmý singlový titul na okruhu ATP Tour  získal Jannik Sinner, který se v Montpellier stal prvním italským šampionem dvouhry. Čtyřhru ovládli Nizozemci Robin Haase s Matwém Middelkoopem, kteří vybojovali pátou společnou trofej.

## Rozdělení bodů a finančních odměn

### Rozdělení bodů
| Soutěž  | Soutěž      | vítězové | finalisté | semifinalisté | čtvrtfinalisté | 16 v kole | 32 v kole | Q  | Q2 | Q1 |
| ------- | ----------- | -------- | --------- | ------------- | -------------- | --------- | --------- | -- | -- | -- |
| dvouhra | [ 1 ] [ 6 ] | 250      | 150       | 90            | 45             | 20        | 0         | 12 | 6  | 0  |
| čtyřhra | [ 7 ]       | 250      | 150       | 90            | 45             | 0         | —         | —  | —  | —  |

### Finanční odměny
| Soutěž                                | Soutěž      | vítězové | finalisté | semifinalisté | čtvrtfinalisté | 16 v kole | 32 v kole | Q2      | Q1      |
| ------------------------------------- | ----------- | -------- | --------- | ------------- | -------------- | --------- | --------- | ------- | ------- |
| dvouhra                               | [ 1 ] [ 6 ] | 85 605 € | 49 940 €  | 29 355 €      | 17 010 €       | 9 880 €   | 6 035 €   | 3 020 € | 1 645 € |
| čtyřhra                               | [ 7 ]       | 29 740 € | 15 910 €  | 9 330 €       | 5 220 €        | 3 070 €   | —         | —       | —       |
| částka ve čtyřhrách je uvedena na pár |             |          |           |               |                |           |           |         |         |

## Mužská dvouhra

### Nasazení
| Stát                          | Hráč                        | ATP | Nasazení |
| ----------------------------- | --------------------------- | --- | -------- |
| Dánsko                        | Holger Rune                 | 9.  | 1.       |
| Itálie                        | Jannik Sinner               | 17. | 2.       |
| Chorvatsko                    | Borna Ćorić                 | 23. | 3.       |
| Španělsko                     | Roberto Bautista Agut       | 24. | 4.       |
| Španělsko                     | Alejandro Davidovich Fokina | 32. | 5.       |
| Kazachstán                    | Alexandr Bublik             | 36. | 6.       |
| Finsko                        | Emil Ruusuvuori             | 43. | 7.       |
| Francie                       | Benjamin Bonzi              | 45. | 8.       |
| Žebříček ATP k 30. lednu 2023 |                             |     |          |

### Jiné formy účasti
Následující hráči obdrželi divokou kartu do hlavní soutěže:
- Arthur Fils
- Ugo Humbert
- Luca Van Assche

Následující hráči postoupili z kvalifikace:
- Antoine Bellier
- Geoffrey Blancaneaux
- Clément Chidekh
- Luca Nardi

### Odhlášení
před zahájením turnaj
- Pablo Carreño Busta → nahradil jej  Grégoire Barrère
- Grigor Dimitrov → nahradil jej  Mikael Ymer
- Botic van de Zandschulp → nahradil jej  Nikoloz Basilašvili

## Mužská čtyřhra

### Nasazení
| Stát                          | Hráč              | Stát       | Hráč                   | ATP | Nasazení |
| ----------------------------- | ----------------- | ---------- | ---------------------- | --- | -------- |
| Německo                       | Kevin Krawietz    | Německo    | Tim Pütz               | 46. | 1.       |
| Mexiko                        | Santiago González | Francie    | Édouard Roger-Vasselin | 53. | 2.       |
| Německo                       | Andreas Mies      | Austrálie  | John Peers             | 59. | 3.       |
| Nizozemsko                    | Robin Haase       | Nizozemsko | Matwé Middelkoop       | 60. | 4.       |
| Žebříček ATP k 30. lednu 2023 |                   |            |                        |     |          |

### Jiné formy účasti
Následující páry obdržely divokou kartu do hlavní soutěže:
- Maxime Cressy /  Albano Olivetti
- Arthur Fils /  Luca Van Assche

Následující pár nastoupil z pozice náhradníka:
- Théo Arribagé /  Luca Sanchez

### Odhlášení
před zahájením turnaje
- Maxime Cressy /  Albano Olivetti → nahradili je  Patrik Niklas-Salminen /  Emil Ruusuvuori
- Matthew Ebden /  Hugo Nys → nahradili je  Sriram Baladži /  Džívan Nedunčežijan
- Lloyd Glasspool /  Harri Heliövaara → nahradili je  Manuel Guinard /  Fabrice Martin
- Pierre-Hugues Herbert /  Nicolas Mahut → nahradili je  Théo Arribagé /  Luca Sanchez
- Raven Klaasen /  Ajsám Kúreší → nahradili je  Fabian Fallert /  Hendrik Jebens

## Přehled finále

### Mužská dvouhra
- Jannik Sinner vs.  Maxime Cressy, 7–6(7–3), 6–3

### Mužská čtyřhra
- Robin Haase /  Matwé Middelkoop vs.  Maxime Cressy /  Albano Olivetti, 7–6(7–4), 4–6, [10–6]